# Teatro dell'Opera di Metz
Il Teatro dell'Opera di Metz (in lingua francese Opéra-théâtre de Metz) è uno dei primi teatri d'opera mai costruiti in Francia, ed il più antico ancora in attività. Prima della sua costruzione a place de la Comédie, era la sala della pallacorda Chatin a servire come teatro d'opera.

## Storia

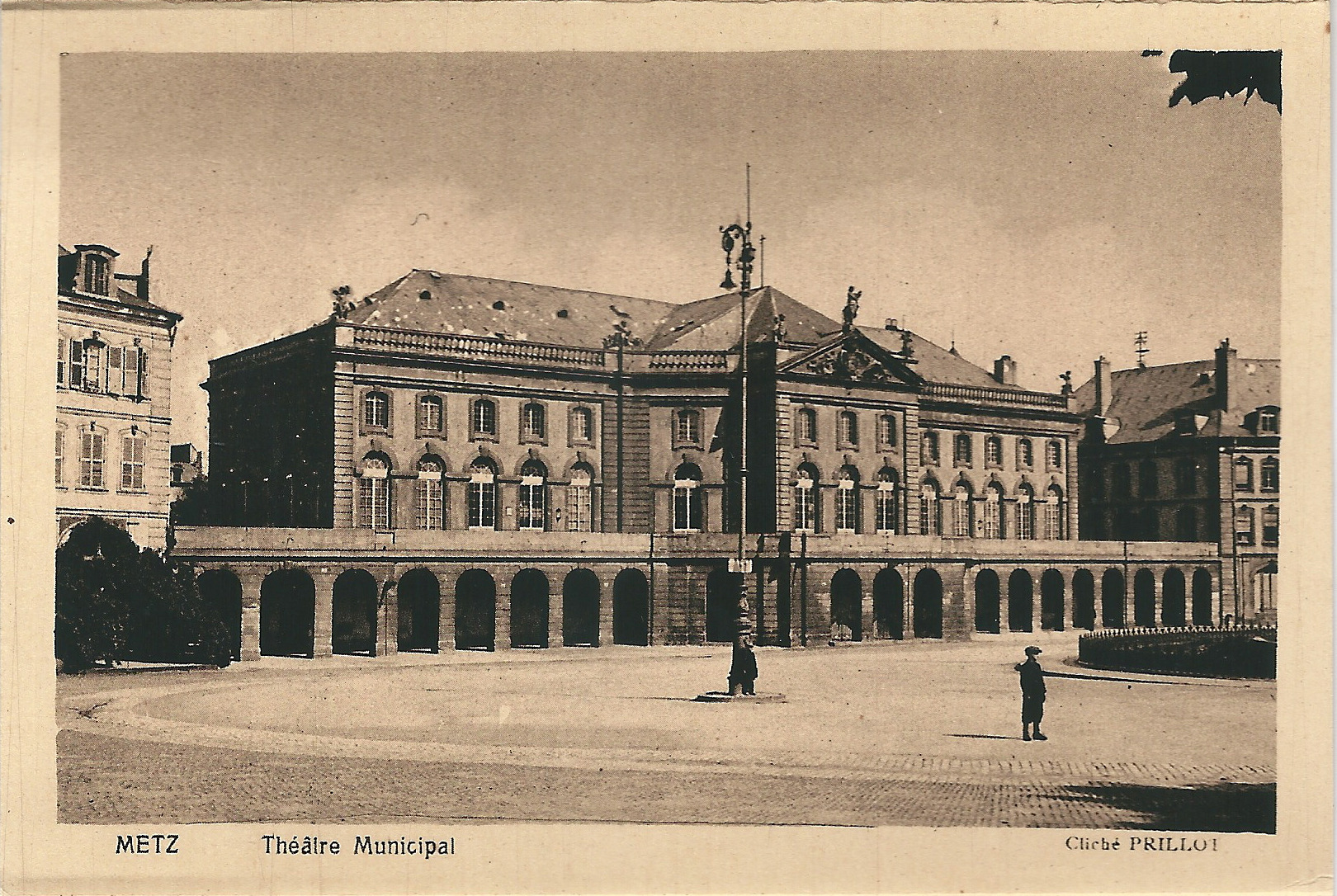
Il Teatro dell'Opera all'inizio del XX secolo.

La costruzione del Teatro dell'Opera fu parte del processo di ammodernamento della città di Metz portato avanti nel XVII secolo dal governatore Charles Louis Auguste Fouquet de Belle-Isle. A questo scopo, egli promosse la costruzione di numerosi edifici, quali la chiesa Saint-Simon-et-Saint-Jude e l'Hôtel de l’Intendance (oggi palazzo della prefettura), nonché il rifacimento di varie piazze, tra cui place d'Armes.
Per la creazione del Teatro dell'Opera (all'epoca chiamato Hôtel des Spectacles) fu scelto il sito dell'isola di Petit-Saulcy, un isolotto compreso tra due braccia della Mosella. All'epoca l'isola di Petit-Saulcy era una landa fangosa ed inabitabile. A partire dal 1732 il governatore ne favorì la sistemazione: furono creati vari ponti per collegarla al resto della città, innalzate mura di contenimento per permetterle di resistere all'acqua alta e fu costruita un'ampia piazza, la prima fatta realizzare dal governatore.
I lavori di edificazione del teatro ebbero inizio nel 1738: a principio il direttore dei lavori fu l'architetto della città Jacques Oger, il quale dovette fronteggiare le problematiche derivanti dal fatto che il suolo, nonostante le bonifiche, risultava ancora in parte acquitrinoso. La necessità di sanare la situazione comportò i primi ritardi nell'opera.
Oger progettò il teatro in maniera che il suo stile si conformasse a quello del confinante Hôtel de l’Intendance, ossia lo stile neoclassico, e a tal fine optò per una struttura in pietra, cosa mai fatta in Francia fino ad allora.

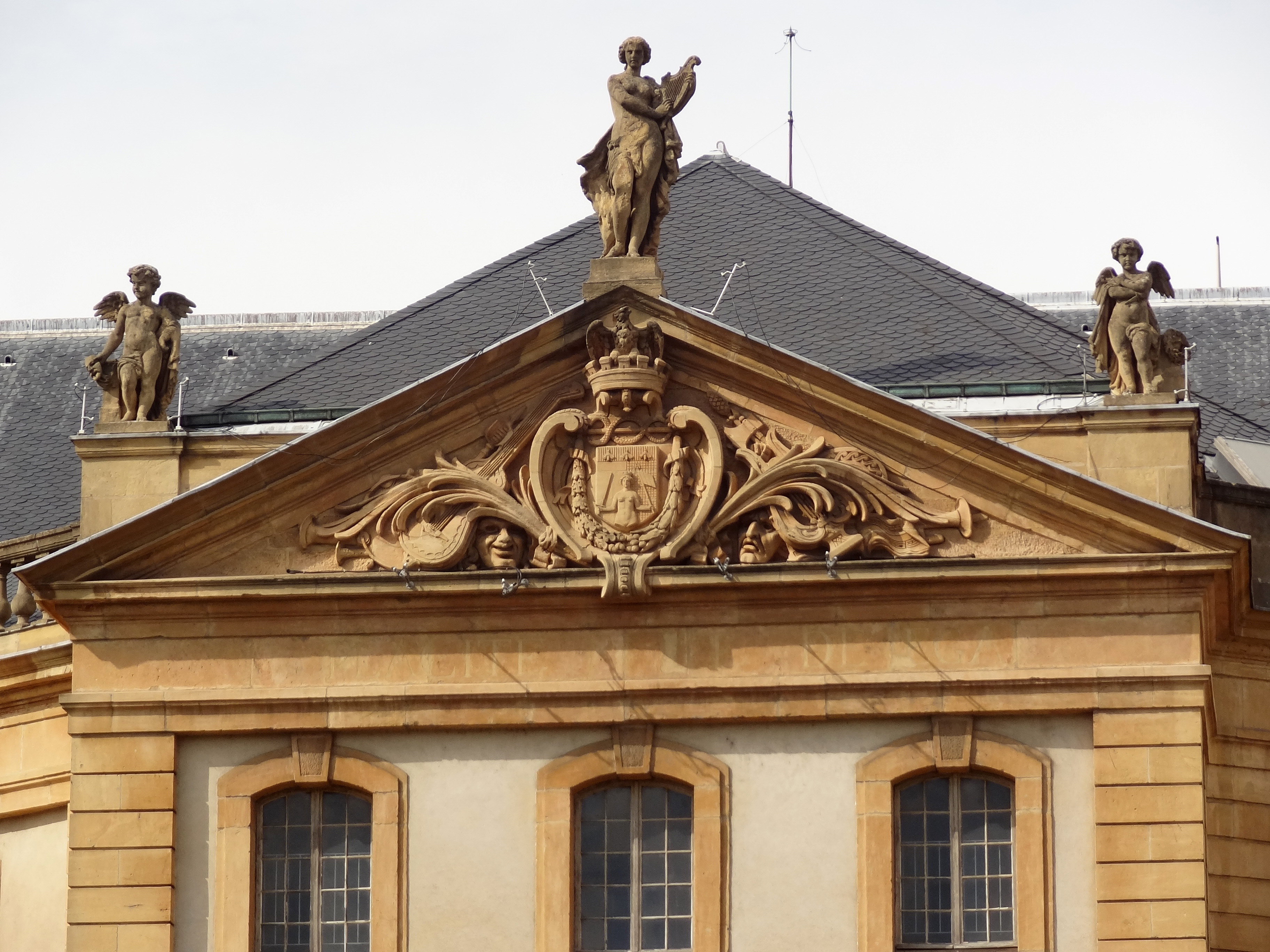
Particolare del frontone decorato da Charles Pêtre.

Lo scoppio nel 1740 della guerra di successione austriaca, che coinvolse la Francia, sottrasse fondi al progetto, che venne momentaneamente bloccato. Quando i lavori ripresero, nel 1749, Oger entrò in contrasto con l'Intendant di Metz, che lo rimpiazzò con un altro architetto fatto venire da Berlino, Charles-François Roland, detto «Le Virloys». Quest'ultimo però si rivelò un impostore, che da Berlino a Dresda aveva fama di non saper fare il suo lavoro. Le Virloys spese molti soldi della città per dei lavori inutili, e quando la sua incapacità fu scoperta, fuggì da Metz lasciando un teatro inutilizzabile ed una città indebitata per i suoi sprechi. Tuttavia Oger, dispiaciuto per la situazione creatasi, si offrì di riprendere il suo posto e riparare al danno.
La necessità di riprogettare i lavori determinò ulteriori ritardi, e per tutto il 1750 le attività si arrestarono: per fronteggiare il tutto, lo stesso Belle-Isle affiancò a Oger due specialisti provenienti da Parigi, Claude Landau e Pierre Hyacinthe Deleuze. Insieme, i tre decisero di demolire l'intero edificio fin lì realizzato da Le Virloys e di ricominciare daccapo: i lavori a quel punto procedettero senza intoppi, ed il teatro venne terminato all'inizio del 1752 ed inaugurato con un ballo il 3 febbraio dello stesso anno.
Costruito come un teatro all'italiana, nel 1756 fu sottoposto ad ulteriori lavori: la facciata, ritenuta troppo semplice, fu modificata aggiungendo una serie di arcate per collegare i padiglioni del teatro e fu aperta una grande terrazza all'altezza del primo piano. Furono inoltre fatti altri lavori per il consolidamento statico dell'edificio. Di questi ulteriori interventi si occuparono prima Oger e poi il suo successore, Louis Gardeur-Lebrun.
Nel 1794, in piena rivoluzione francese, nella piazza antistante il teatro (place de la Comédie) fu posta una ghigliottina, soprannominata dagli abitanti La Louise, con cui furono decapitate 33 persone.
Il teatro fu ulteriormente ristrutturato nel 1822 dall'architetto parigino Henriette, e poi di nuovo nel 1858: in quest'occasione lo scultore Charles Pêtre, nativo di Metz, abbellì la facciata del teatro, inserendo sul frontone sculture rappresentati la Tragedia, l'Ispirazione, la Poesia lirica, la Commedia e la Musica.
Un altro intervento di rilievo si ebbe nel 1881, quando il teatro venne elettrificato, mentre nel 1902 le autorità tedesche (all'epoca Metz era sotto controllo tedesco), vi organizzarono una performance inedita per l'epoca, illuminando la facciata del teatro e la fontana posta sulla piazza con delle luci multicolori, per celebrare i 150 anni dall'edificazione del teatro.